# Val Pesarina
La Val Pesarina (detta anche Canale di San Canciano o Canal Pedarzo, in friulano Cjanâl Pedarç o semplicemente Cjanâl) è una delle otto valli della Carnia, confinante con il Cadore (Comelico) e la Valle di Sappada ad ovest, con la quale condivide alcune cime montuose, sviluppandosi per circa 22 km in direzione ovest-est e attraversata dal torrente Pesarina da cui prende il nome.

## Geografia fisica
Relativamente stretta e col greto ridotto al minimo, il versante nord è dominato dalle cime delle Dolomiti Pesarine (monti Pleros (2314 m), Siera (2448 m), Clap Grande (2487 m) e Clap Piccolo (2463 m), che contrastano con le morbide e arrotondate cime dei monti Forchia (1901 m), Pieltinis, Novarza a sud. Nella valle si trova il comune di Prato Carnico, con le frazioni di Croce, Avausa, Pieria, Osais, Pradumbli, Pesariis, Sostasio, Prico, Truia e Luc ed è attraversata dalla SR 465 che la collega da una parte con Comeglians e Ovaro e dall'altra con il Cadore.

## Galleria d'immagini

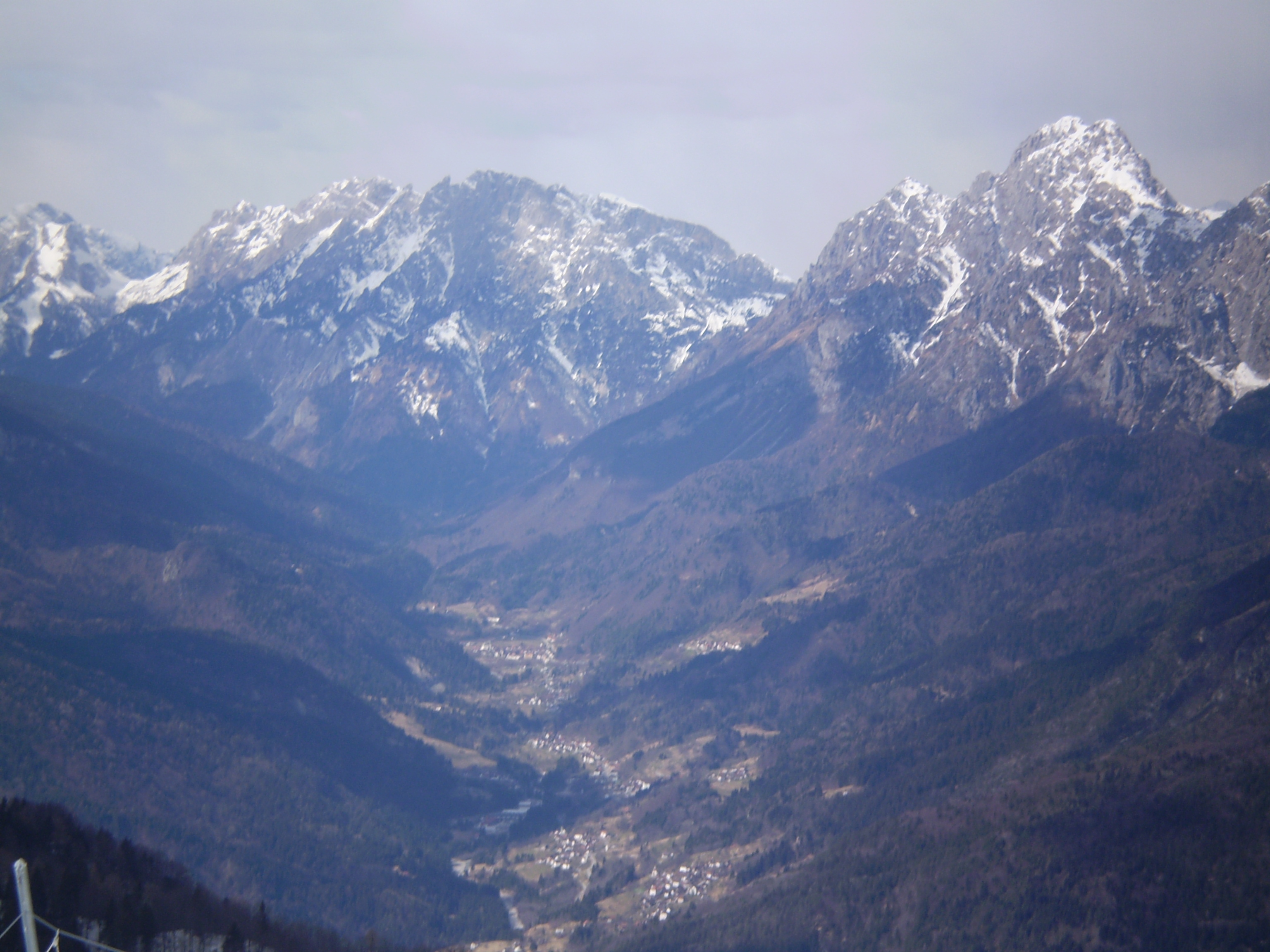
Val Pesarina vista dallo Zoncolan
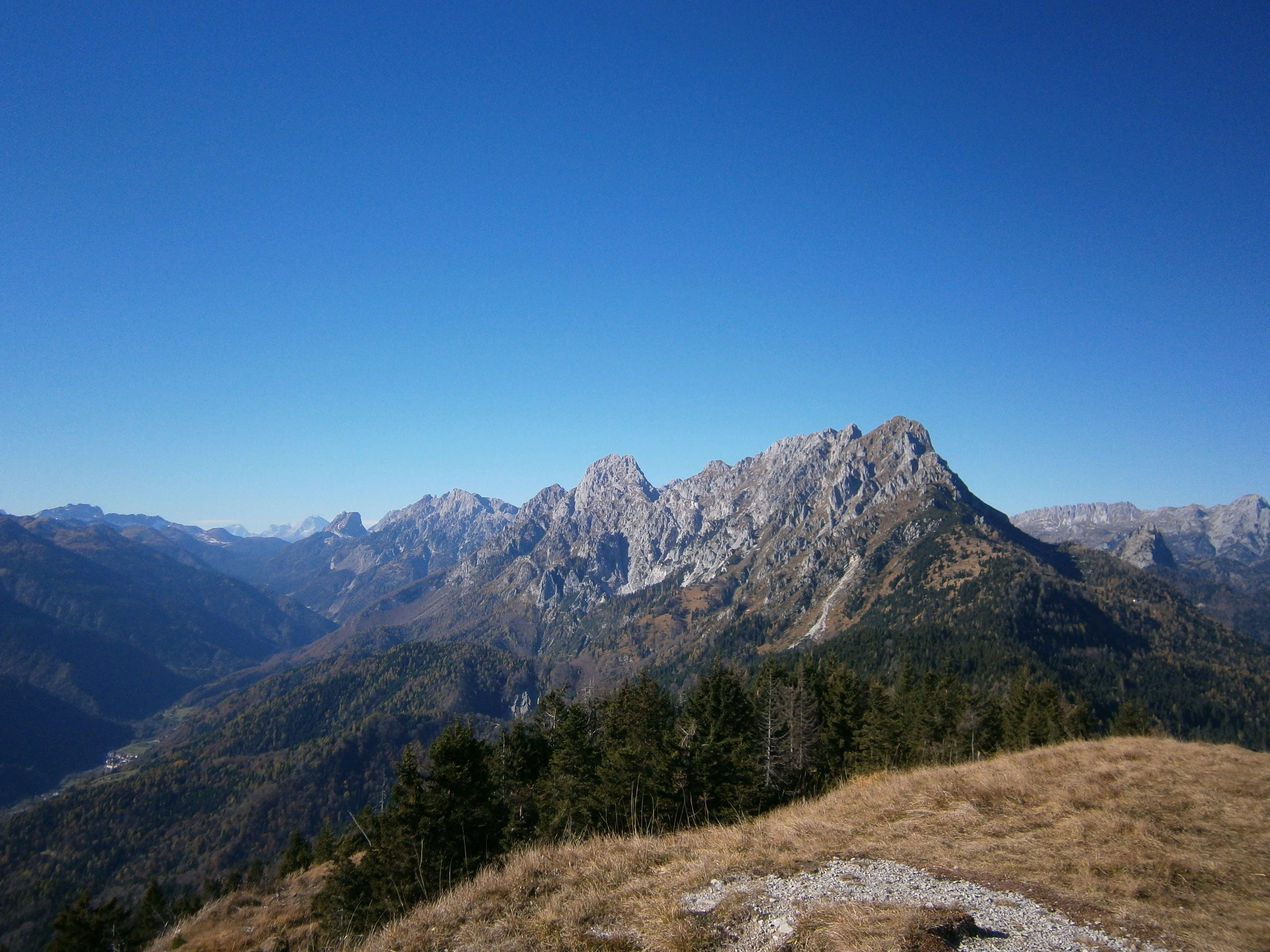
Vista dal Monte Talm
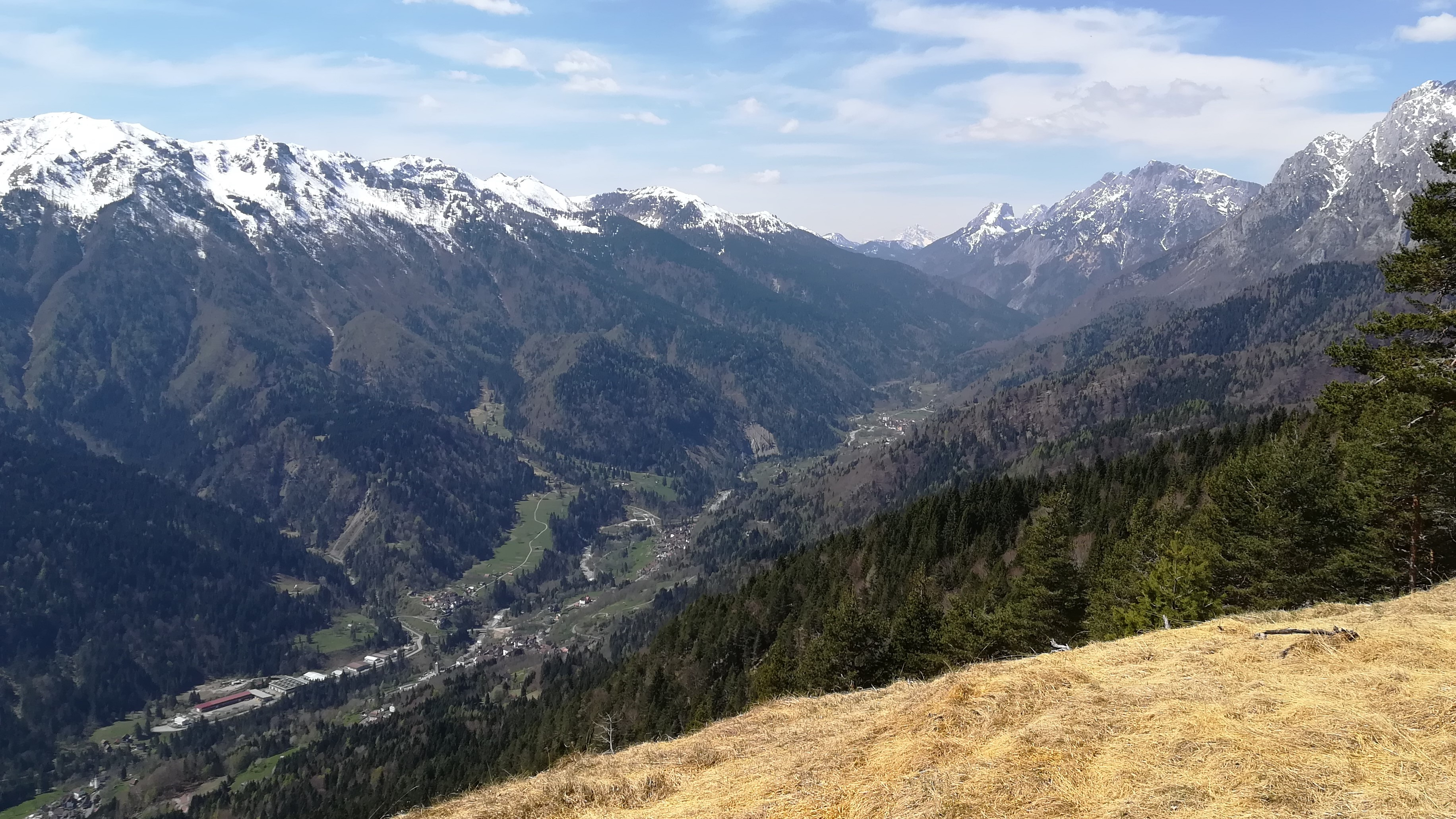
Prato Carnico
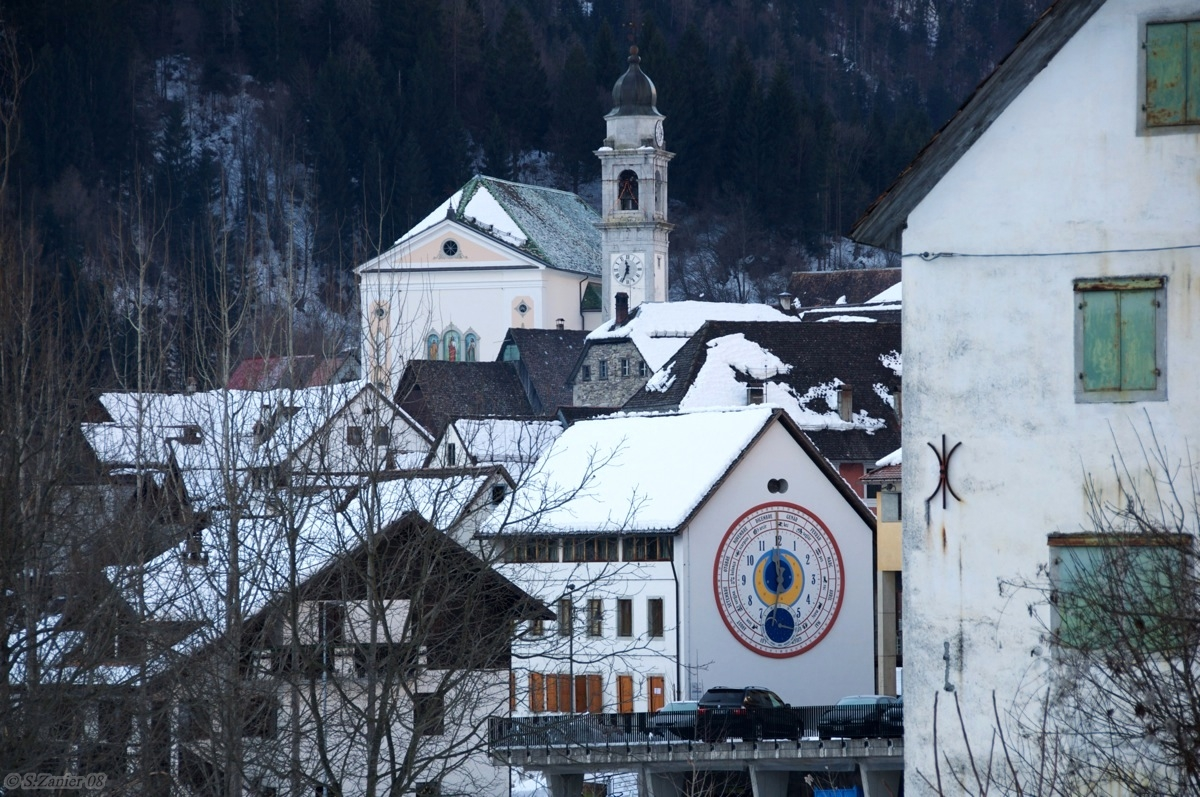
Pesariis